# Заболотовское
Заболотовское — село в Милославском районе Рязанской области России, входит в состав Кочуровского сельского поселения.

## География
Село расположено на берегу реки Ранова в 4 км на северо-восток от центра поселения села Кочуры и в 13 км на юго-запад от районного центра поселка Милославское.

## История
Заболотное, Богородицкое тож, в качестве деревни Заболотья у Якшина болота упоминается в Рязанских платежных книгах 1628-29 годов. Из рапорта благочин. от 19 февраля 1806 г. видно, что Богородицкое, состоявшее в вотчине подпоручика кн. Никиты Сергеева сына Долгорукова, принадлежало к приходу Христорождественской церкви села Кочуры. Деревянная Христорождественская церковь с приделами Владимирской иконы Божьей Матери и Никольским в селе Заболотье построена в 1845 г. иждивением кн. Долгоруковой. В 1866 г. на средства княжны Варвары Никитичны Долгоруковой устроены были новые иконостасы и возобновлены полинялые иконы.
XIX — начале XX века село входило в состав Мураевинской волости Данковского уезда Рязанской губернии. В 1906 году в селе было 213 дворов.
С 1929 года село являлась центром Заболотьевского сельсовета Милославского района Рязанского округа Московской области, с 1937 года — в составе Рязанской области, с 2005 года — в составе Кочуровского сельского поселения.

## Население
| 1859 | 1897  | 1906  | 2010 |
| ---- | ----- | ----- | ---- |
| 1273 | ↘1219 | ↗1258 | ↘27  |